# Герха
Герха (арап. جرحاء), је био древни град у Арабији, смештен на западној обали Персијског залива. Верује се да њена локација одговара нешто каснијој тврђави Укаир која се налази у Источној провинцији данашње Саудијске Арабије (као алтернативне локације се спомињу Кувајт и Бахреин). Антички извори је описују као трговачку републику, односно независно арапско краљевство које је постојало од око 650. п. н. е. до око 300. године када су је покорили Сасаниди. За време тог периода њу је године 205/204. п. н. е. напао селеукидски краљ Антиох III Велики и натерао да плаћа данак.